# 1936年
1936年（1936 ねん）は、西暦（グレゴリオ暦）による、水曜日から始まる閏年。昭和11年。

## 他の紀年法
- 干支：丙子
- 日本（月日は一致）
  - 昭和11年
  - 皇紀2596年
- 中国（月日は一致）
  - 中華民国：中華民国25年
  - 満洲国：康徳3年
- 朝鮮（月日は一致）
  - 檀紀4269年
  - 主体25年
- 阮朝（ベトナム）
  - 保大10年12月7日 - 保大11年11月18日
- モンゴル人民共和国（月日は一致）
  - モンゴル人民共和国26年
- 仏滅紀元：2478年 - 2479年
- イスラム暦：1354年10月6日 - 1355年10月17日
- ユダヤ暦：5696年4月6日 - 5697年4月17日
- 修正ユリウス日(MJD)：28168 - 28533
- リリウス日(LD)：129009 - 129374

※檀紀は、大韓民国で1948年に法的根拠を与えられたが、1962年からは公式な場では使用されていない。

※主体暦は、朝鮮民主主義人民共和国で1997年に制定された。

## カレンダー
| 1月 |    |    |    |    |    |    |
| 日  | 月 | 火 | 水 | 木 | 金 | 土 |
|     |    |    | 1  | 2  | 3  | 4  |
| 5   | 6  | 7  | 8  | 9  | 10 | 11 |
| 12  | 13 | 14 | 15 | 16 | 17 | 18 |
| 19  | 20 | 21 | 22 | 23 | 24 | 25 |
| 26  | 27 | 28 | 29 | 30 | 31 |    |
|     |    |    |    |    |    |    |

| 2月 |    |    |    |    |    |    |
| 日  | 月 | 火 | 水 | 木 | 金 | 土 |
|     |    |    |    |    |    | 1  |
| 2   | 3  | 4  | 5  | 6  | 7  | 8  |
| 9   | 10 | 11 | 12 | 13 | 14 | 15 |
| 16  | 17 | 18 | 19 | 20 | 21 | 22 |
| 23  | 24 | 25 | 26 | 27 | 28 | 29 |
|     |    |    |    |    |    |    |

| 3月 |    |    |    |    |    |    |
| 日  | 月 | 火 | 水 | 木 | 金 | 土 |
| 1   | 2  | 3  | 4  | 5  | 6  | 7  |
| 8   | 9  | 10 | 11 | 12 | 13 | 14 |
| 15  | 16 | 17 | 18 | 19 | 20 | 21 |
| 22  | 23 | 24 | 25 | 26 | 27 | 28 |
| 29  | 30 | 31 |    |    |    |    |
|     |    |    |    |    |    |    |

| 4月 |    |    |    |    |    |    |
| 日  | 月 | 火 | 水 | 木 | 金 | 土 |
|     |    |    | 1  | 2  | 3  | 4  |
| 5   | 6  | 7  | 8  | 9  | 10 | 11 |
| 12  | 13 | 14 | 15 | 16 | 17 | 18 |
| 19  | 20 | 21 | 22 | 23 | 24 | 25 |
| 26  | 27 | 28 | 29 | 30 |    |    |
|     |    |    |    |    |    |    |

| 5月 |    |    |    |    |    |    |
| 日  | 月 | 火 | 水 | 木 | 金 | 土 |
|     |    |    |    |    | 1  | 2  |
| 3   | 4  | 5  | 6  | 7  | 8  | 9  |
| 10  | 11 | 12 | 13 | 14 | 15 | 16 |
| 17  | 18 | 19 | 20 | 21 | 22 | 23 |
| 24  | 25 | 26 | 27 | 28 | 29 | 30 |
| 31  |    |    |    |    |    |    |
|     |    |    |    |    |    |    |

| 6月 |    |    |    |    |    |    |
| 日  | 月 | 火 | 水 | 木 | 金 | 土 |
|     | 1  | 2  | 3  | 4  | 5  | 6  |
| 7   | 8  | 9  | 10 | 11 | 12 | 13 |
| 14  | 15 | 16 | 17 | 18 | 19 | 20 |
| 21  | 22 | 23 | 24 | 25 | 26 | 27 |
| 28  | 29 | 30 |    |    |    |    |
|     |    |    |    |    |    |    |

| 7月 |    |    |    |    |    |    |
| 日  | 月 | 火 | 水 | 木 | 金 | 土 |
|     |    |    | 1  | 2  | 3  | 4  |
| 5   | 6  | 7  | 8  | 9  | 10 | 11 |
| 12  | 13 | 14 | 15 | 16 | 17 | 18 |
| 19  | 20 | 21 | 22 | 23 | 24 | 25 |
| 26  | 27 | 28 | 29 | 30 | 31 |    |
|     |    |    |    |    |    |    |

| 8月 |    |    |    |    |    |    |
| 日  | 月 | 火 | 水 | 木 | 金 | 土 |
|     |    |    |    |    |    | 1  |
| 2   | 3  | 4  | 5  | 6  | 7  | 8  |
| 9   | 10 | 11 | 12 | 13 | 14 | 15 |
| 16  | 17 | 18 | 19 | 20 | 21 | 22 |
| 23  | 24 | 25 | 26 | 27 | 28 | 29 |
| 30  | 31 |    |    |    |    |    |
|     |    |    |    |    |    |    |

| 9月 |    |    |    |    |    |    |
| 日  | 月 | 火 | 水 | 木 | 金 | 土 |
|     |    | 1  | 2  | 3  | 4  | 5  |
| 6   | 7  | 8  | 9  | 10 | 11 | 12 |
| 13  | 14 | 15 | 16 | 17 | 18 | 19 |
| 20  | 21 | 22 | 23 | 24 | 25 | 26 |
| 27  | 28 | 29 | 30 |    |    |    |
|     |    |    |    |    |    |    |

| 10月 |    |    |    |    |    |    |
| 日   | 月 | 火 | 水 | 木 | 金 | 土 |
|      |    |    |    | 1  | 2  | 3  |
| 4    | 5  | 6  | 7  | 8  | 9  | 10 |
| 11   | 12 | 13 | 14 | 15 | 16 | 17 |
| 18   | 19 | 20 | 21 | 22 | 23 | 24 |
| 25   | 26 | 27 | 28 | 29 | 30 | 31 |
|      |    |    |    |    |    |    |

| 11月 |    |    |    |    |    |    |
| 日   | 月 | 火 | 水 | 木 | 金 | 土 |
| 1    | 2  | 3  | 4  | 5  | 6  | 7  |
| 8    | 9  | 10 | 11 | 12 | 13 | 14 |
| 15   | 16 | 17 | 18 | 19 | 20 | 21 |
| 22   | 23 | 24 | 25 | 26 | 27 | 28 |
| 29   | 30 |    |    |    |    |    |
|      |    |    |    |    |    |    |

| 12月 |    |    |    |    |    |    |
| 日   | 月 | 火 | 水 | 木 | 金 | 土 |
|      |    | 1  | 2  | 3  | 4  | 5  |
| 6    | 7  | 8  | 9  | 10 | 11 | 12 |
| 13   | 14 | 15 | 16 | 17 | 18 | 19 |
| 20   | 21 | 22 | 23 | 24 | 25 | 26 |
| 27   | 28 | 29 | 30 | 31 |    |    |
|      |    |    |    |    |    |    |

## できごと

### 1月
- 1月1日 - 同盟通信社開業
- 1月8日 - イランでヘジャブ着用が禁じられる。（キャシュフェ・ヘジャーブ）
- 1月13日 - 日劇ダンシングチーム初公演（「ジャズとダンス」）
- 1月15日
  - 日本がロンドン海軍軍縮会議から脱退
  - 松竹大船撮影所開所
  - 名古屋軍（現在の中日ドラゴンズ）設立
- 1月22日 - 英ジョージ5世死去。エドワード8世即位（12月10日には退位）
- 1月23日 -  阪急軍（現在のオリックス・バファローズ）設立
- 1月24日 - シャリアピン来日
- 1月27日 - シャリアピン独唱会（日比谷公会堂）
- 1月25日 - 横山隆一「江戸ッ子健ちゃん」連載開始（東京朝日新聞、フクちゃん漫画の初め）
- 1月29日 - 米ニューヨーク州のクーパーズタウンに「アメリカ野球殿堂」を開設。ベーブ・ルースら5人が殿堂入り
- 中井正一、論文「委員会の論理」（「世界文化」）

### 2月
- 2月1日 - 天皇機関説を提唱した美濃部達吉が、右翼に襲撃されて負傷
- 2月5日 - 全日本職業野球聯盟設立
- 2月6日
  - 第4回冬季オリンピックがガルミッシュ＝パルテンキルヒェンで開催（2月16日まで）
  - リコー（当時の社名：理研感光紙）設立。
- 2月12日 - 神戸モロゾフ洋菓子店が、英字雑誌に日本初のバレンタインチョコレートの広告を出す。
- 2月16日 - スペイン総選挙で人民戦線派が圧勝。
- 2月20日 - 第19回衆議院議員総選挙　与党・立憲民政党が大勝
- 2月26日 - 二・二六事件勃発
- 2月27日 - 東京市に戒厳令布告（〜7月16日）
- 2月29日
  - 岡田啓介内閣総辞職
  - 二・二六事件の反乱部隊に原隊復帰勧告（「兵ニ告グ」）が出され、5時間で帰順。

### 3月
- 3月7日 - ドイツがラインラントに進駐。
- 3月9日 - 広田弘毅内閣成立
- 3月12日 - ソ蒙相互援助議定書締結。
- 同日、 中谷宇吉郎が世界で初めて人工雪の製作に成功。
- 3月24日 - 牧野信一、小田原で自殺。
- 3月25日 - 三重県四日市市で国産振興四日市大博覧会が開幕。

### 4月
- 4月1日 - 阪神急行電鉄（現・阪急神戸本線）西灘～神戸間開業。
- 4月15日 - 日本・ブラジル間に国際電話開通
- 4月28日 - ファールーク1世がエジプト王に即位。

### 5月
- 5月1日 - 第69特別議会召集
- 5月7日 - 立憲民政党斎藤隆夫の粛軍演説
- 5月10日 - 静岡県立浜松第一中学校（現・静岡県立浜松北高等学校）でこの日配られた大福による食中毒が翌日以降発症（浜一中大福餅事件）。
- 5月13日 - 国産振興四日市大博覧会が閉幕。
- 5月18日
  - 阿部定事件
  - 軍部大臣現役武官制復活（陸軍省官制・海軍省官制「大臣及次官ニ任セラルル者ハ現役将官トス」）

### 6月
- 6月1日 - 国民歌謡放送開始
- 6月19日 - ギリシャ、トルコ、ソ連、中国、日本などで皆既日食が観測され、ユーラシア大陸の大部分や周辺の一部で部分日食が観測された。
- 6月20日 - 東京音楽学校に邦楽科設置。
- 6月26日 - 世界初の実用ヘリコプター「Focke-Wulf Fw61」が初飛行。

### 7月
- 7月1日 - 内閣情報委員会（情報局の前身）の設立
- 7月3日 - 日本プロ野球・巨人が一軍公式戦で初勝利（対大東京戦に10-1）。
- 7月10日
  - 初の国立公園記念切手発行（「富士箱根」）
  - コム・アカデミー事件。講座派学者と左翼系人物を一斉検挙。
- 7月15日 - 日本プロ野球・山本球場で巨人と大阪が初対戦（8-7で大阪の勝利）。
- 7月16日 - 東京市の戒厳令解除
- 7月17日 - スペイン内戦勃発
- 7月20日 - モントルー条約調印。ボスポラス海峡の新通航制度を決定。
- 7月25日 - 上野動物園クロヒョウ脱走事件
- 7月31日 - 国際オリンピック委員会で第12回夏季オリンピック開催地を東京に決定

### 8月
- 8月1日
  - 第11回夏季オリンピックがベルリンで開幕（〜8月16日）
  - 警視庁の赤バイが白バイになる
- 8月11日 - ベルリン五輪から河西三省が「前畑ガンバレ」の実況
- 8月24日 - 成都事件。四川省成都で日本人新聞記者2名が殺害される（他2名重傷）
- 8月25日 - 東亜日報日章旗抹消事件
- 8月26日 - イギリス・エジプト同盟条約が締結。
- 日本、関東軍防疫部編成（1941年に731部隊と改編）。

### 9月
- 9月2日 - 第1回全日本グライダー大会開催
- 9月3日 - 北海事件。広東省北海で日本人商人が殺害される
- 9月11日 - 大阪市立美術館開館
- 9月19日 - 漢口邦人巡査射殺事件
- 9月19日 - 関門鉄道トンネル起工
- 9月23日 - 上海日本人水兵狙撃事件
- 9月26日 - ソ連でニコライ・エジョフが秘密警察長官にあたる内務人民委員に任命され、スターリンの大粛清が本格的にはじまる。

### 10月
- 10月1日 - 東京府北多摩郡千歳村および砧村が東京市世田谷区に編入。現在の東京23区の原型が確定。
- 10月8日 - 初のカラーニュース映画公開
- 10月29日 - イラクでバクル・シドキ将軍によるクーデターが起こる。

### 11月
- 11月3日
  - アメリカ合衆国大統領選挙でフランクリン・ルーズベルトが再選
  - 書道博物館開館
- 11月6日 - 関釜連絡船で金剛丸 (7,082t) 就航（日本商船の最高記録23kt）
- 11月7日 - 東京・永田町に国会議事堂落成
- 11月11日 - 秋田県去沢町にある鉱山ダムが豪雨のため決壊し下流の村落を濁流が襲った。死者374名、行方不明44名。（中沢ダム決壊事故）
- 11月14日 - 方面委員（民生委員の旧制度）が法制度化（方面委員令、勅令第398号）
- 11月18日 - 独伊がフランコ政権を承認
- 11月20日 - 尾去沢鉱山沈殿池決壊事故（秋田県鹿角市、死者362名）
- 11月24日 - 時事新報廃刊。同紙は12月25日に東京日日新聞（現・毎日新聞）に合同。
- 11月25日 - 日独防共協定締結
- 11月30日 - 水晶宮（The Crystal Palace）焼失。
- 綏遠事件。関東軍が内蒙古軍を指揮して綏遠省に侵攻するが、中国軍に敗退。

### 12月
- 12月 - 洲崎球場（現在の東京都江東区）で東京巨人軍対大阪タイガースの優勝決定戦が開催。東京巨人軍投手の沢村栄治は、この年、日本史上初のノーヒットノーランを達成。
- 12月1日 - 陸軍戦車学校開校
- 12月5日 - ソビエト連邦でスターリン憲法が制定される。
- 12月10日 - （英11日）英エドワード8世退位。ジョージ6世即位（エドワード8世の退位）
- 12月11日 - 常磐線日暮里駅・松戸駅間の電化完成。上野駅・松戸間に電車運転開始
- 12月12日
  - 神戸銀行設立
  - 西安事件
- 12月16日 - 柴犬が天然記念物に指定
- 12月22日 - コニカ（当時の社名：小西六写真工業）設立
- 12月24日 - 第70議会召集
- 12月25日 - 後楽園球場の運営母体である後楽園スタヂアム設立
- 12月31日 - ワシントン海軍軍縮条約失効

### 日付不詳
- イギリスのフロッグが世界初のプラモデル「ペンギンシリーズ」を発売。
- アーサー・O・ラヴジョイの『存在の大いなる連鎖』が発表される。

## 周年
以下に、過去の主な出来事からの区切りの良い年数（周年）を記す。
- 4月1日 - 田端駅開業40周年。
- 7月15日 - ボーイング社（米ワシントン州シアトル）創業20周年。
- 12月25日 - 大正天皇崩御と昭和が始まって10周年。

## 芸術・文化・ファッション
- 1936年の文学
  - 芥川賞
    - 第4回（1936年下半期） - 石川淳 『普賢』
    - 第4回（1936年下半期） - 冨澤有爲男 『地中海』

  - 直木賞
    - 第3回（1936年上半期） - 海音寺潮五郎『天正女合戦』『武道傳來記』
    - 第4回（1936年下半期） - 木々高太郎『人生の阿呆』
- 1936年のスポーツ
  - プロ野球 この年からプロ野球が開催される。当時は職業野球と呼ばれていた。
    - 春優勝 優勝チーム決定なし。
    - 夏優勝 予定されていた優勝決定戦が行われず
    - 秋優勝 読売ジャイアンツ
    - 個人タイトル
      - 首位打者 中根之（名古屋）.376
      - 本塁打王 古谷倉之助（金鯱）2本
      - 本塁打王 山下実（阪急）
      - 本塁打王 藤村富美男（タイガース）
      - 打点王 古谷倉之助（金鯱）23点
      - 盗塁王 苅田久徳（セネタース）16個
      - 最多安打 藤井勇（タイガース）40本
      - 最優秀防御率 景浦將（タイガース）0.79
      - 最多勝利 沢村栄治（巨人）13勝
      - 最多奪三振 内藤幸三（金鯱）139個
      - 最高勝率 景浦將（タイガース）1.000

  - 中等学校野球
    - 全国選抜中等学校野球大会 - 優勝：岐阜商業（岐阜）。準優勝：広陵中（広島）。
    - 全国中等学校選手権大会 - 優勝：松山商業（愛媛）。準優勝：育英商業（兵庫）。

  - サッカー
    - 全国中等学校蹴球選手権大会 - 優勝：第一神戸中。準優勝：天王寺師範。

  - 大相撲（幕内最高優勝）
    - 春場所 - 玉錦三右衛門
    - 夏場所 - 双葉山定兵衛

- 1936年の映画
  - モダン・タイムス（監督：チャーリー・チャップリン）
  - 赤西蠣太（監督：伊丹万作）

## 誕生

### 1月
- 1月1日 - 加藤治、俳優・声優（+ 2017年）
- 1月1日 - 黒木基康、元プロ野球選手（+ 2014年）
- 1月1日 - 中村桂子、遺伝学者、JT生命誌研究館名誉館長
- 1月1日 - 竜鉄也、歌手（+ 2010年）
- 1月2日 - 7代目立川談志、落語家（+ 2011年）
- 1月2日 - 中島そのみ、元女優
- 1月2日 - はせさん治、声優・喜劇俳優（+ 2002年）
- 1月5日 - 浜慎二、ホラー漫画家
- 1月5日 - 加賀見俊夫、実業家
- 1月6日 - アントニオ・ロペス・ガルシア、画家
- 1月6日 - 原知佐子、女優（+ 2020年[1]）
- 1月7日 - 天野郁夫、社会学者、教育学者
- 1月8日 - 大森暁美、女優
- 1月8日 - ロバート・メイ、生物学者 (+ 2020年)
- 1月11日 - エヴァ・ヘス、現代美術家（+ 1970年）
- 1月11日 - 大石正彦、元プロ野球選手
- 1月12日 - 小美野欣士、俳優
- 1月13日 - 石田雅亮、元プロ野球選手（+ 2022年）
- 1月14日 - 毒島章一、元プロ野球選手（+ 2023年）
- 1月15日 - 大野松茂、元衆議院議員
- 1月20日 - エドワード・ファイゲンバウム、計算機科学者
- 1月21日 - 笠原淳、日本の小説家（+ 2015年）
- 1月23日 - セシル・ウーセ、元ピアニスト
- 1月24日 - 市原悦子、女優（+ 2019年）
- 1月24日 - 野際陽子、元日本放送協会アナウンサー・女優（+ 2017年）
- 1月27日 - 金彦任重、在日韓国人の元プロ野球選手・指導者【南海ホークスなどに所属】 (+ 2023年)
- 1月28日 - イスマイル・カダレ、小説家
- 1月30日 - 松岡憲治、タレント・俳優 (+ 2019年)
- 1月31日 - 宮川孝雄、元プロ野球選手（+ 2016年）
- 1月31日 - 保科洋、作曲家

### 2月
- 2月3日 - 大伴昌司、編集者・SF研究家（+ 1973年）
- 2月4日 - 小野清子、元参議院議員（+ 2021年）
- 2月4日 - 富田耕生、声優（+ 2020年[2][3][4]）
- 2月4日 - 貴家堂子、声優 （+ 2023年)
- 2月4日 - 横田早紀江、北朝鮮による拉致被害者家族
- 2月8日 - 野村明雄、元大阪瓦斯社長・会長
- 2月8日 - 太田文高、元プロ野球選手 (+ 没年不明)
- 2月9日 - 三林清二、元プロ野球選手 (+ 2021年)
- 2月11日 - 小島武夫、麻雀プロ (+2018年)
- 2月11日 - バート・レイノルズ、俳優 (+ 2018年)
- 2月12日 - 西岡武夫、政治家、参議院議員、第28代参議院議長（+ 2011年）
- 2月13日 - 久能靖、ジャーナリスト・元日本テレビアナウンサー
- 2月16日 - エリアフ・インバル、指揮者
- 2月16日 - 秋山晶、コピーライター・ライトパブリシティ代表取締役兼CEO
- 2月17日 - ジム・ブラウン、元アメリカンフットボール選手、俳優
- 2月18日 - イアン・ハッキング、哲学者
- 2月20日 - 長嶋茂雄、元プロ野球選手（巨人）・元プロ野球監督（巨人）（+ 2025年）
- 2月22日 - 沢田教一、写真家（+ 1970年）
- 2月22日 - カロル・ディビン、元フィギュアスケート選手（+ 2022年）
- 2月23日 - 桑原和男、お笑いタレント（＋ 2023年）
- 2月23日 - 内海好江、漫才師（+ 1997年）
- 2月26日 - 田村哲夫、教育者
- 2月27日 - 夏木陽介、俳優・ラリードライバー（+ 2018年[5]）

### 3月
- 3月2日 - 近藤和彦、元プロ野球選手（+ 2002年）
- 3月3日 - 池田啓一、元プロ野球選手
- 3月4日 - ジム・クラーク、F1レーサー（+ 1968年）
- 3月5日 - 安原達佳、元プロ野球選手（+ 2015年）
- 3月6日 - 内藤誠、映画監督
- 3月7日 - 種村直樹、レイルウェイ・ライター（+ 2014年）
- 3月10日 - 袴田巌、元プロボクサー　袴田事件の当事者
- 3月10日 - ゼップ・ブラッター、元国際サッカー連盟会長
- 3月12日 - 稲垣博愛、元プロ野球選手
- 3月12日 - 大沼清、元プロ野球選手
- 3月13日 - 栗本光明、元プロ野球選手（+ 2013年）
- 3月14日 - 牧昭男、元プロボクサー（+ 2014年）
- 3月17日 - 久下塚青蘭、洋画家（没年不明）
- 3月18日 - 田上和枝、声優
- 3月21日 - マイク・ウエストブルック、ミュージシャン
- 3月21日 - 渡部猛、声優（+ 2010年）
- 3月23日 - 山田智彦、小説家（+ 2001年）
- 3月24日 - デヴィッド・スズキ、生物学者・環境問題活動家
- 3月25日 - 平岩嗣朗、元プロ野球選手
- 3月28日 - 藤巻潤、俳優・元歌手
- 3月28日 - アマンシオ・オルテガ、実業家
- 3月29日 - 岡崎恒人、元プロ野球選手
- 3月29日 - フランソワーズ・モレシャン、エッセイスト・ライフスタイルアドバイザー・ユネスコ日本協会スペシャルアドバイザー・外国人タレントの走り
- 3月30日 - 田原藤太郎、元プロ野球選手（+ 2018年)
- 3月30日 - 原貢、アマチュア野球指導者（+ 2014年）
- 3月30日 - テツオ・ナジタ、歴史学者 （+ 2021年)
- 3月31日 - 毒蝮三太夫、タレント

### 4月
- 4月1日 - 若松孝二、映画監督（+ 2012年）
- 4月4日 - 鈴木徹、元プロ野球選手（+ 2004年）
- 4月7日 - 岩崎泰頴、地質学者
- 4月8日 - 巽一、元プロ野球選手
- 4月10日 - 和田誠、イラストレーター・映画監督（+ 2019年）
- 4月10日 - ジョン・マッデン、元アメリカンフットボール指導者・元解説者（+ 2021年）
- 4月11日 - 田中尊、元プロ野球選手（+ 2005年）
- 4月12日 - 島田光二、元プロ野球選手
- 4月12日 - 前田隣、コメディアン（ナンセンストリオ元メンバー）（+ 2009年）
- 4月12日 - フランケチエンヌ、作家・詩人・音楽家・画家
- 4月12日 - 武末勝、脚本家（+ 2015年）
- 4月21日 - 市村緑郎、彫刻家（+ 2014年）
- 4月22日 - 増山江威子、声優（+ 2024年）
- 4月22日 - 古葉竹識、元プロ野球選手（+ 2021年）
- 4月22日 - 恵川康太郎、元プロ野球選手
- 4月25日 - 十時啓視、元プロ野球選手（+ 2001年）
- 4月27日 - 近藤晴彦、元プロ野球選手（+ 2018年）
- 4月28日 - 篠原とおる、漫画家
- 4月28日 - 中利夫、元プロ野球選手
- 4月29日 - 第4代ロスチャイルド男爵ジェイコブ・ロスチャイルド、イギリスの銀行家・政治家
- 4月30日 - 亀井善之、衆議院議員（+ 2006年）
- 日付不詳 - 清家新一、UFO研究家　（+ 2009年）

### 5月
- 5月2日 - マイケル・レービン、ヴァイオリニスト（+ 1972年）
- 5月3日 - ホセ・トーレス、元プロボクサー （+ 2009年)
- 5月7日 - 在原兵次、元プロ野球選手（+ 2013年）
- 5月8日 - 小池一夫、漫画原作者（+ 2019年）
- 5月8日 - ジャン＝ポール・サヴィニャック、画家・映画監督
- 5月9日 - アルバート・フィニー、俳優（+ 2019年）
- 5月9日 - 石崎正勝、元プロ野球選手
- 5月10日 - 田中英二、漫画家、アニメーター、キャラクターデザイナー　（+ 1982年）
- 5月11日 - 中嶋嶺雄、国際政治学者（+ 2013年）
- 5月12日 - フランク・ステラ、画家・彫刻家
- 5月17日 - デニス・ホッパー、俳優・映画プロデューサー（+ 2010年）
- 5月19日 - 興津立雄、元プロ野球選手（+ 2022年）
- 5月19日 - エリザベート・シュバルツ、元フィギュアスケート選手
- 5月20日 - 河崎義祐、映画監督（+ 没年不詳）
- 5月20日 - 太田誠、元アマチュア野球指導者
- 5月21日 - ギュンター・ブローベル、生物学者 （+ 2018年)
- 5月21日 - 秋光新二、元プロ野球選手
- 5月23日 - 山村幹弘、元プロ野球選手
- 5月24日 - ハロルド・バッド、作曲家、ピアニスト（+ 2020年）
- 5月27日 - 芦ヶ原伸之、パズル作家（+ 2004年）
- 5月29日 - 下重暁子、評論家・作家、元NHKアナウンサー
- 5月29日 - 青木惇、元プロ野球選手
- 5月31日 - 東八郎、コメディアン・タレント（+ 1988年）

### 6月
- 6月4日 - 高橋栄一郎、元プロ野球選手（+ 2007年）
- 6月6日 - 内山田洋、作曲家、内山田洋とクール・ファイブリーダー（+ 2006年）
- 6月8日 - ロバート・フロイド、計算機科学者（+ 2001年）
- 6月9日 - 柳田邦男、ノンフィクション作家・評論家
- 6月11日 - 野田弘志、画家
- 6月13日 - 井上美代、元参議院議員（+ 2022年）
- 6月13日 - 大工勝、元プロ野球選手
- 6月14日 - 山根成之、映画監督（+ 1991年）
- 6月14日 - 村上豊、画家（+ 2022年）
- 6月15日 - 片岡宏雄、元プロ野球選手（+ 2021年）
- 6月15日 - クロード・ブラッスール、俳優（+ 2020年）
- 6月16日 - 有吉洋雅、元プロ野球選手
- 6月18日 - 大槻義彦、物理学者
- 6月18日 - デニス・ハルム、F1レーサー（+ 1992年）
- 6月19日 - 青野武、声優（+ 2012年[6]）
- 6月19日 - 木村汎、政治学者・拓殖大学教授（+ 2019年[7][8]）
- 6月21日 - 市川治、声優（+ 2009年）
- 6月22日 - 待田京介、俳優
- 6月23日 - リチャード・バック、作家
- 6月25日 - ユスフ・ハビビ、技術者・政治家、第3代インドネシア大統領（+ 2019年[9]）
- 6月27日 - 横尾忠則、美術家
- 6月27日 - 川田幸夫、元プロ野球選手（+ 2011年）
- 6月29日 - ハーモン・キルブルー、メジャーリーガー（+ 2011年）
- 6月29日 - デヴィッド・ジェンキンス、元フィギュアスケート選手
- 6月29日 - 冬柴鐵三、日本の公明党所属の元衆議院議員（+ 2011年）

### 7月
- 7月2日 - 浅越桂一、元プロ野球選手（+ 2011年）
- 7月3日 - つのだじろう、漫画家
- 7月3日 - 戸田奈津子、映画字幕翻訳者
- 7月5日 - リチャード・スターンズ、計算機科学研究者
- 7月6日 - 荒川修作、美術家（+ 2010年）
- 7月8日 - 大城美佐子、民謡歌手 （+ 2021年）
- 7月10日 - 平吉毅州、作曲家（+ 1998年）
- 7月10日 - 西大立目永、野球選手（+ 2002年）
- 7月11日 - 阿久津義雄、元プロ野球選手
- 7月11日 - 福島郁夫、元プロ野球選手
- 7月13日 - 佐藤公博、元プロ野球選手
- 7月14日 - 鵜狩道夫、元プロ野球選手（+ 2018年)
- 7月16日 - 福田康夫、衆院議員・第91代首相
- 7月16日 - 伴野朗、小説家（+ 2004年）
- 7月19日 - 橋本敬包、元プロ野球選手（+ 2007年）
- 7月20日 - 原田忠幸、バリトン・サクソフォーン奏者
- 7月20日 - ジム・マクマナス、元プロ野球選手
- 7月22日 - 中村敏行、元プロ野球選手（+ 1979年）
- 7月22日 - 中原ひとみ、女優
- 7月23日 - ドン・ドライスデール、メジャーリーガー（+ 1993年）
- 7月24日 - マイク・ソロムコ、元プロ野球選手
- 7月25日 - 稲川誠、元プロ野球選手
- 7月27日 - ひろさちや、宗教学者（+ 2022年）
- 7月29日 - 南山宏、作家、翻訳家
- 7月31日 - 天沢退二郎、作家・文学者（+ 2023年）

### 8月
- 8月1日 - イヴ・サン＝ローラン、ファッションデザイナー（+2008年）
- 8月1日 - 三ツ矢歌子、女優（+ 2004年）
- 8月1日 - ウィリアム・ドナルド・ハミルトン、生物学者（+ 2000年）
- 8月2日 - 山上路夫、作詞家
- 8月2日 - アンドレ・ギャニオン、作曲家、ピアニスト、指揮者、編曲家（+ 2020年）
- 8月5日 - 長光告直、元プロ野球選手
- 8月5日 - 青山敏彦、ラジオ体操指導者
- 8月7日 - 増岡弘、声優 （+ 2020年）
- 8月7日 - 瀧英男、元プロ野球選手
- 8月8日 - フランク・ハワード、元メジャーリーガー
- 8月10日 - 梅本正之、元プロ野球選手
- 8月11日 - 古谷三敏、漫画家（+ 2021年）
- 8月12日 - ハンス・ハーケ、コンセプチュアル・アーティスト
- 8月13日 - 梁石日、小説家
- 8月14日 - 桂歌丸、落語家（+ 2018年）
- 8月14日 - ゴーマン美智子、元マラソン選手（+ 2015年)
- 8月17日 - 玉造陽二、元プロ野球選手
- 8月18日 - ロバート・レッドフォード、元俳優
- 8月18日 - 柳田利夫、元プロ野球選手
- 8月18日 - 島田幸雄、元プロ野球選手
- 8月20日 - 白川英樹、化学者・ノーベル化学賞受賞者
- 8月21日 - ウィルト・チェンバレン、元バスケットボール選手（+1999年）
- 8月21日 - エリック・ハイドシェック、ピアニスト
- 8月22日 - 川口浩、俳優、探検家（+ 1987年）
- 8月23日 - 片田謙二、元プロ野球選手（+ 1993年）
- 8月26日 - 大石尚子、参議院議員、元衆議院議員（+ 2012年)
- 8月26日 - 近藤洲弘、テレビプロデューサー、元テレビ朝日（+ 1990年）
- 8月27日 - 連戦、中国国民党名誉主席
- 8月27日 - 広瀬叔功、元プロ野球選手
- 8月28日 - トニー・ゴンザレス、元メジャーリーガー（+ 2021年）
- 8月28日 - 田沢芳夫、元プロ野球選手（+ 2008年[10]）
- 8月28日 - 黒田勉、元プロ野球選手（+ 2017年)
- 8月28日 - ドン・デンキンガー、元メジャーリーグ審判員
- 8月31日 - イーゴリ・ジューコフ、ピアニスト・指揮者・音響技師（+ 2018年)

### 9月
- 9月2日 - アンドルー・グローヴ、実業家（+ 2016年）
- 9月3日 - 木下蓮三、アニメーション作家（+ 1997年）
- 9月3日 - 楳図かずお、漫画家（+ 2024年）
- 9月4日 - 梶原一騎、漫画原作者（+ 1987年）
- 9月4日 - 関森正治、元プロ野球選手
- 9月5日 - ビル・マゼロスキー、元メジャーリーガー
- 9月8日 - 浦田直治、元プロ野球選手
- 9月9日 - 村上陽一郎、科学史家・科学哲学者・東大名誉教授・国際基督教大学名誉教授・東洋英和女学院大学学長
- 9月10日 - 真田健一郎、俳優（+ 2008年）
- 9月13日 - 佐々木守、脚本家・放送作家（+ 2006年）
- 9月13日 - 光沢毅、元野球選手
- 9月14日 - 沢田敏子、声優
- 9月15日 - 小田部羊一、アニメーター
- 9月18日 - 内藤陳、コメディアン・俳優（+ 2011年）
- 9月24日 - 根来広光、元プロ野球選手（+ 2009年）
- 9月24日 - コンノケンイチ、UFO研究家（+ 2014年）
- 9月25日 - 難波利三、小説家
- 9月26日 - ウィニー・マンデラ、南アフリカの政治家（+ 2018年)
- 9月27日 - 田向正健、脚本家（+ 2010年）
- 9月27日 - 大木正司、俳優（+ 2009年）
- 9月28日 - 赤木健一、元プロ野球選手
- 9月29日 - 三谷太一郎、政治学者
- 9月29日 - シルヴィオ・ベルルスコーニ、政治家、（第74・79・81代）イタリア首相（+ 2023年)

### 10月
- 10月3日 - スティーヴ・ライヒ、作曲家
- 10月4日 - 北島三郎、演歌歌手
- 10月5日 - 八田正、元プロ野球選手（+ 2018年)
- 10月5日 - アンネローゼ・シュミット、ピアニスト（+ 2022年)
- 10月5日 - ヴァーツラフ・ハヴェル、劇作家・政治家（+ 2011年）
- 10月8日 - バーバラ・ローズマリー・グラント、生物学者（グラント夫妻）
- 10月8日 - 中馬弘毅、元衆議院議員
- 10月12日 - 江原真二郎、俳優（+ 2022年)
- 10月13日 - 渡文明、実業家（+ 2020年）
- 10月14日 - 白石冬美、声優（+ 2019年）
- 10月16日 - 町田顯、第15代最高裁判所長官（+ 2015年)
- 10月17日 - 柳川福三、元プロ野球選手（+ 1994年）
- 10月18日 - フランツ・ニンゲル、元フィギュアスケート選手
- 10月20日 - 那智わたる、女優（+ 2023年)
- 10月21日 - 白川由美、女優（+ 2016年）
- 10月22日_  弓恵子　女優　（+2024年）
- 10月23日 - 芹沢博文、将棋棋士（+ 1987年）
- 10月24日 - 仲木隆司、声優
- 10月25日 - 野沢雅子、女優・声優
- 10月26日 - ピーター・レイモンド・グラント、生物学者（グラント夫妻）
- 10月29日 - 児島明子、元モデル・日本人初のミス・ユニバース
- 10月30日 - 川田孝子、童謡歌手（+ 2021年）

### 11月
- 11月1日 - 亀井静香、元衆議院議員
- 11月1日 - 服部克久、作曲家（+ 2020年[11]）
- 11月2日 - 馬渕晴子、女優（+ 2012年）
- 11月3日 - さいとう・たかを、漫画家（+ 2021年）
- 11月3日 - ロイ・エマーソン、プロテニスプレイヤー
- 11月4日 - 高木俊夫、元裁判官（+ 2008年)
- 11月9日 - ミハイル・タリ、第10代チェスの公式世界チャンピオン（+ 1992年）
- 11月11日 - 柴原光三、元プロ野球選手
- 11月14日 - キャリー・ベル、ハーモニカ奏者（+ 2007年）
- 11月17日 - 山口崇、俳優・テレビ司会者（+ 2025年）
- 11月17日 - 井川比佐志、俳優
- 11月19日 - ローター・クラップマン、社会学者・教育学者
- 11月20日 - ドン・デリーロ、小説家・劇作家
- 11月22日 - ハンス・ツェンダー、指揮者（+ 2019年)
- 11月22日 - ジョー・ゲインズ、元プロ野球選手
- 11月23日 - 河口俊彦、日本の元将棋棋士（+ 2015年）
- 11月25日 - 坂本スミ子、歌手、女優（+ 2021年）
- 11月26日 - 足立康、歴史学者、翻訳家（+ 2021年）
- 11月26日 - 石川良照、元プロ野球選手（+ 2022年）
- 11月27日 - 村田康一、元プロ野球選手、審判
- 11月28日 - 里見浩太朗、俳優
- 11月30日 - 打越敏彦、元プロ野球選手

### 12月
- 12月1日 - 木下強三、元プロ野球選手（+ 2008年）
- 12月2日 - 山﨑努、俳優
- 12月2日 - 寺島達夫、元プロ野球選手（+ 1997年）
- 12月3日 - 川淵三郎、日本サッカー協会名誉会長、元サッカー選手
- 12月5日 - 榎本喜八、元プロ野球選手（毎日・大毎・東京・ロッテ・西鉄）（+ 2012年）
- 12月10日 - 村山実、元プロ野球選手（阪神）・元プロ野球監督（阪神）（+ 1998年）
- 12月11日 - 山崎拓、元衆議院議員
- 12月15日 - 桑原たけし、声優（+ 2014年）
- 12月17日 - フランシスコ、第266代ローマ教皇（+ 2025年）
- 12月21日 - 葛城隆雄、元プロ野球選手（+ 2013年)
- 12月22日 - 神永昭夫、柔道家（+ 1993年）
- 12月22日 - ヘクター・エリゾンド、俳優
- 12月29日 - 佐藤京一、俳優（+ 没年不明）

### 誕生日不明
- 岩田壽夫、元高校校長・千葉経済大学教授
- 富張広司、版画家

## 死去
- 1月4日 - ジェームズ・チャーチワード、作家　ムー大陸説を唱えた人物。（* 1851年）
- 1月11日 - 生田長江、評論家（* 1882年）
- 1月18日 - ラドヤード・キップリング[12]、詩人（* 1865年）
- 1月20日 - ジョージ5世、英国国王（* 1865年）
- 1月23日 - エドモン＝フランソワ・アマン＝ジャン、画家（* 1858年）
- 1月30日 - 中條精一郎、建築家（* 1868年）
- 1月日付不明 - 加藤文太郎、登山家（* 1905年）
- 2月1日 - 松田源治、政治家（* 1875年）
- 2月8日 - チャールズ・カーティス、第31代アメリカ合衆国副大統領（* 1860年）
- 2月9日 - ジョン・カッティング・ベリー、アメリカン・ボード宣教医・同志社病院長（* 1847年）
- 2月19日 - ウィリアム・ミッチェル、アメリカ合衆国の軍人（* 1879年）
- 2月21日 - 堀定一、野球選手（* 1909年）
- 2月26日 - 斎藤実[13]、海軍軍人・第30代内閣総理大臣（* 1858年）
- 2月26日 - 高橋是清、第20代内閣総理大臣（* 1854年）
- 2月26日 - 松尾伝蔵、陸軍予備役大佐・岡田首相の秘書（* 1872年）
- 2月26日 - 渡辺錠太郎、陸軍大将・陸軍教育総監（* 1874年）
- 2月27日 - イワン・パブロフ[14]、生理学者（* 1849年）
- 2月29日 - 野中四郎、陸軍軍人・二・二六事件首謀者のひとり（* 1903年）
- 3月11日 - 夢野久作、小説家（* 1889年）
- 3月12日 - 内田康哉、明治・大正期の外務大臣・南満洲鉄道総裁（* 1865年）
- 3月18日 - エレフテリオス・ヴェニゼロス、ギリシャ首相（* 1864年）
- 3月21日 - アレクサンドル・グラズノフ、作曲家（* 1865年）
- 3月23日 - 橋戸信、野球選手・新聞記者（* 1879年）
- 3月24日 - 牧野信一、小説家（* 1896年）
- 3月27日 - 川崎卓吉、政治家（* 1871年）
- 4月8日 - 二宮忠八、飛行機を構想した技術者（* 1866年）
- 4月8日 - ローベルト・バーラーニ、医学者（* 1876年）
- 4月9日 - フェルディナント・テンニース、社会学者（* 1855年）
- 4月18日 - オットリーノ・レスピーギ、作曲家（* 1879年）
- 4月30日 - アルフレッド・エドワード・ハウスマン、詩人・批評家（* 1859年）
- 5月2日 - ロベルト・ミヒェルス、社会学者・歴史学者（* 1876年）
- 5月3日 - オスカー・ストラウス、政治家（* 1850年）
- 5月3日 - 池田菊苗、化学者（* 1864年）
- 5月8日 - オスヴァルト・シュペングラー、思想家・歴史哲学者（* 1880年）
- 5月12日 - 満川亀太郎、ジャーナリスト・思想家（* 1888年）
- 6月10日 - 土田麦僊、日本画家（* 1887年）
- 6月11日 - ロバート・E・ハワード、SF作家・ファンタジー作家（* 1906年）
- 6月12日 - カール・クラウス、作家・ジャーナリスト（* 1874年）
- 6月14日 - ギルバート・キース・チェスタトン、推理作家（* 1874年）
- 6月18日 - 宇良田唯、医師（* 1873年）
- 6月18日 - マクシム・ゴーリキー、小説家（* 1868年）
- 6月22日 - 南部修太郎、小説家（* 1892年）
- 6月27日 - 鈴木三重吉、児童文学作家（* 1882年）
- 7月12日 - 満谷国四郎、洋画家（* 1874年）
- 7月12日 - 安藤輝三、陸軍軍人、二・二六事件の首謀者のひとり
- 7月29日 - 佐藤喜久雄、プロ野球選手（* 1917年）
- 8月2日 - ルイ・ブレリオ、ドーバー海峡を初横断したパイロット（* 1872年）
- 8月19日 - フェデリコ・ガルシーア・ロルカ、詩人・劇作家（* 1898年）
- 9月17日 - アンリ・ルシャトリエ、化学者（* 1850年）
- 9月21日 - アントワーヌ・メイエ、言語学者（* 1866年）
- 9月28日 - 徳川家英、徳川宗家17代当主徳川家正長男（* 1912年）
- 10月8日 - 下田歌子、女子教育家（* 1854年）
- 10月10日 - アントニオ・ホセ、作曲家（* 1902年）
- 10月19日 - アン・サリヴァン、ヘレン・ケラーの家庭教師として有名な教育者（* 1866年）
- 10月19日 - 魯迅、小説家・思想家（* 1881年）
- 10月31日 - 岡倉由三郎、英語学者・岡倉天心の弟（* 1868年）
- 11月2日 - マーチン・ローリー、化学者（* 1874年）
- 11月2日 - 段祺瑞、中華民国の軍人（* 1865年）
- 12月7日 - ジャン・メルモーズ、パイロット（* 1901年）
- 12月27日 - ハンス・フォン・ゼークト、ドイツの軍人（* 1866年）
- 12月31日 - ミゲル・デ・ウナムーノ、哲学者・文学者・詩人・劇作家（* 1864年）

## ノーベル賞
- 物理学賞 - カール・アンダーソン（アメリカ）、ビクター・フランツ・ヘス（オーストリア）
- 化学賞 - ピーター・デバイ（オランダ）
- 生理学・医学賞 - ヘンリー・ハレット・デール（イギリス）、オットー・レーヴィ（オーストリア）
- 文学賞 - ユージン・オニール（アメリカ）
- 平和賞 - カルロス・サアベドラ・ラマス（アルゼンチン）